# Sabine Riedel
Sabine Riedel (* 13. März 1983 in Ratingen) ist eine deutsche Schriftstellerin.

## Leben und Werk
Sabine Riedel ist gelernte Fachwirtin für Medien- und Verlagswirtschaft, war zwanzig Jahre bei einer regionalen Tageszeitung tätig und arbeitet nun im Vertrieb eines Fachbuch- und Magazinverlages.
Sie ist als Vorstandsmitglied für Seminare im Bundesverband junger Autoren und Autorinnen (BVjA) aktiv und leitet eine Schreibwerkstatt für andere Autoren und Schreibbegeisterte.
Sie ist ebenfalls Mitglied des Phantastik-Autoren-Netzwerks. Sie schreibt hauptsächlich im Bereich Fantasy und Horror. Neben ihren Romanen und Novellen hat sie zahlreiche Kurzgeschichten in unterschiedlichen Anthologien veröffentlicht.

## Werke

### Romane und Novellen
- Ein letzter Kuss, Öko-Horror für die Reihe Dunkle Seiten, Twilight-Line Medien, 2021, ISBN 978-3-96689-048-9
- Molanda – Dämonentochter, Grimmdark-Fantasy, Geschichtenzisterne Verlag, 2024, ISBN 978-3-9825818-1-1
- How to feed a demon, Urban-Fantasy, NovelArc Verlag, 2025, ISBN 978-3-910238-65-7

### Anthologien
- Gattung: Mehrfamilienhäusler in Nachbarn, Projekte-Verlag, 2008, ISBN 978-3-86634-608-6
- Spiel der Schattenblätter in Ich Superheld, Edition Sonnenschirm, 2019, ISBN 978-3-9819963-9-5
- Todeskekse in Krimi Kurzgeschichten Bd. 3, Noel-Verlag, 2019, ISBN 978-3-96753-004-9
- Lichtfäden in Seelenheimat – Philosophische Betrachtungen, Textgemeinschaft, 2020, ISBN 978-3-7531-2280-9
- Ecki und der Igel in Nüsse für den Winter, Pohlmann Verlag, 2020, ISBN 978-3-948552-05-3
- Hätte ich dich gekannt in Mine-Dine-Use, Baltrum Verlag, 2021, ISBN 978-3-7541-0768-3
- Trauernde Weiden in Weltentor – Mystery, Noel-Verlag, 2021, ISBN 978-3-96753-080-3
- Der Käfig in Facetten von Dunkel 2, Baltrum Verlag, 2021, ISBN 978-3-7549-3130-1
- Neue Glut in Fantastische Elemente – Feuer, Geschichtenzisterneverlag, 2022, ISBN 978-3-7549-5534-5
- Tod auf der Wiese in Wundersame Gartengeschichten, Net-Verlag, 2022, ISBN 978-3-95720-357-1
- Seelensand in Geschichten für den Frieden, BVjA (Unterstützung der Ukraine), 2022, ISBN 978-94-036-7511-4
- Zwergenlatein in Fantastische Elemente – Erde, Geschichtenzisterneverlag, 2023, ISBN 979-8-39356735-4
- Flut aus Rauch und Feuer in namenlos, Neolith-Magazin, 2025, ISSN 2513-1176